# Indalmus lineella
Indalmus lineella es una especie de coleóptero de la familia Endomychidae.

## Distribución geográfica
Habita en Queensland y Nueva Guinea.